# Weltfriedensdienst
Der Weltfriedensdienst e. V. (WFD) ist eine friedens- und entwicklungspolitische Organisation mit Sitz in Berlin und wurde 1959 gegründet. Der als gemeinnützig anerkannte eingetragene Verein hatte Ende 2019 ca. 150 ordentliche Mitglieder. Er arbeitet mit Partnerorganisationen in 23 Ländern, vor allem im subsaharischen Afrika, Südostasien, Lateinamerika und Palästina. Die Schwerpunkte der Arbeit sind Ausbildung, Ressourcenschutz, Frauenförderung, Menschenrechte sowie Projekte des Zivilen Friedensdienstes.

## Anerkennung, Finanzierung und Kooperationen
Der WFD gehört zu den sieben von der Bundesregierung anerkannten Entwicklungsdiensten und kann daher auf der Basis des Entwicklungshelfer-Gesetzes (EhfG) Kooperanten in seine Projekte vermitteln. Die Finanzierung der Projektförderung, -planung/-evaluierung und -begleitung, sowie der Öffentlichkeitsarbeit und der Verwaltung erfolgt über Fördermitgliedschaften, Spenden und projektbezogene Zuschüsse, z. B. vom Bundesministerium für wirtschaftliche Zusammenarbeit und Entwicklung. Als Beleg für den sorgfältigen und transparenten Umgang mit Spenden wird dem WFD jährlich das Spendensiegel des Deutschen Zentralinstitut für soziale Fragen (DZI) zuerkannt. Darüber hinaus ist der Verein Unterzeichner der Initiative Transparente Zivilgesellschaft.
Der Verein ist Mitglied in einer Vielzahl von Vereinen und Verbänden, unter deren Dach er sich mit gleichgesinnten Vereinen/Organisationen zusammengeschlossen hat:
- Aktionsgemeinschaft Dienst für den Frieden (AGDF)
- Plattform Zivile Konfliktbearbeitung (ZFD)
- Arbeitskreis „Lernen und Helfen in Übersee“ (AKLHÜ)
- Arbeitsgemeinschaft der Entwicklungsdienste (AGdD)
- Verband Entwicklungspolitik Deutscher Nichtregierungsorganisationen (VENRO)
- Landesnetzwerk Berliner Entwicklungspolitischer Ratschlag (BER)
- Trägerkreis des Friedensfilmpreises bei der Berlinale

Zudem ist der WFD im Förderungswerk für zurückgekehrte Fachkräfte der Entwicklungsdienste aktiv und Mitträger des Aktionsbündnisses gegen AIDS. Der WFD gehört zu den Gründungsmitgliedern von ATTAC-Deutschland und ist Partner des „Bündnis Entwicklung hilft“.

## Projektarbeit
Die Organisation arbeitet mit Partnern in afrikanischen, südamerikanischen Ländern und im südlichen Asien sowie in Palästina zusammen. Eine Besonderheit der Arbeit des WFD ist die Verknüpfung von klassischer Entwicklungszusammenarbeit (EZ) und Zivilem Friedensdienst. Diese Herangehensweise entspringt der Überzeugung, dass es ohne Entwicklung keinen Frieden und ohne Frieden keine Entwicklung geben kann. Darum ist der WFD auch in Projekten aktiv, in denen nicht die Konfliktprävention oder -nachsorge im Vordergrund stehen, sondern Menschenrechte, Bildung, Ernährungssicherung und Umweltschutz, HIV/Aids und Frauenförderung.
Von den 20 Fachkräften, die entsandt werden, sind 14 Friedensfachkräfte. In der Entwicklung, Durchführung und Beobachtung der Projekte kooperiert der Weltfriedensdienst eng mit den jeweiligen einheimischen Partnern, gemäß dem Motto „Partnerschaft statt Dominanz“.

### Aktuelle Projekte im Süden
Mit diesen Projekten in Ländern des Südens arbeitet der WFD u. a. aktuell zusammen:
- Argentinien – COAJ: Campesinos kämpfen um ihr Land
- Brasilien – AdoleScEr: Soziale Integration und Gewaltprävention; CAMPO/Vida Ativa: Nachhaltige Förderung
- Burundi – MI-Parec: Versöhnung unterstützen
- Guinea-Bissau: DJINOPI: Alternativen zur Genitalverstümmelung; Mom ku Mom: Zivil-militärischer Dialog
- Palästina – Al Mada: Musiktherapie; Yes-Theatre: Theaterpädagogische Friedensarbeit
- Senegal – ENDA ProNat: Hilfe zur Selbsthilfe; USOFORAL: Frieden in der Casamance
- Simbabwe – CCMT: Gewaltfreie Konfliktbearbeitung; KAITE: Ökologischer Anbau; PACDEF: Aufbau Frieden sichernder Strukturen
- Südafrika – Sinani, PSV: Traumatisches Erbe; STEPS: Filmprojekt zur Aufklärung
- Laos – GLAD: Non-Formale Berufliche Bildung Jugendlicher

### Projektpartnerschaften
Der WFD vermittelt Projektpartnerschaften zwischen Unterstützergruppen im Norden und Basisinitiativen im Süden. Partnerschaftsgruppen fördern bereits WFD-Projekte und eigenständige Initiativen im Süden.

### Inlandsprojekte
Zusätzlich zu der Zusammenarbeit mit Partnern im Süden ist der WFD ebenfalls in Deutschland mit zwei Bildungsprojekten aktiv:

#### work4peace – Schüleraktion für Afrika
work4peace ist eine Initiative des Weltfriedensdienst e. V. und soll zum einen dazu dienen, Fragen der Einen Welt an Schulen und unter Jugendlichen stärker zu thematisieren. Dies wird gewährleistet durch das Angebot von Unterrichtseinheiten und Projekttagen sowie durch Weiterbildungsangebote für Multiplikatoren und interessierte Schüler.
Zum anderen werden mit den Einnahmen des Projektes in jedem Jahr drei Bildungsprojekte des Vereins besonders gefördert.
Inhalt der Schüleraktion ist es, dass Schüler einen Tag lang arbeiten gehen. Die Arbeitsplätze sollen selbstständig gesucht und gefunden werden. Dabei sind Einsätze im formellen wie informellen Arbeitssektor möglich und erwünscht. Es ist egal, ob Bürotätigkeiten in einem Betrieb erledigt werden oder der Rasen der Nachbarin gemäht wird.
Möglich sind jedoch auch andere Aktionsformen, wie Kuchenbasare, Spendenläufe, Afrikafeste oder Benefizkonzerte. Daher steht das Projekt nicht nur älteren Schülern offen, die formal zur Arbeit berechtigt sind, sondern auch Grundschülern. Im Mittelpunkt der Schüleraktion soll nicht bloßes Spenden sammeln, sondern das selbsttätige Handeln und das Engagement von Schülern stehen. Der Aktionstermin obliegt der Entscheidung der jeweils organisierenden Schule.
work4peace möchte nachhaltiges Engagement von Schulen für faire Nord-Süd-Beziehungen anregen. Aus diesem Grund hat der Weltfriedensdienst e. V. in Zusammenarbeit mit der Berliner Senatsverwaltung für Bildung, Wissenschaft und Forschung das Konzept „Friedensschule“ entwickelt. 2008 wurde dieser Titel an die ersten Schulen verliehen, die sich bei der Durchführung von work4peace durch besonderes Engagement, Durchhaltevermögen und ihren Ideenreichtum hervorgehoben haben.
Die Ergebnisse der Aktion in den vergangenen Jahren:
- 2010 40.000 Euro, mit denen ein Pilotfilm zum Thema HIV/Aids für Gehörlose in Südafrika erstellt werden, 24 neue Schüler in einem Fußballinternat in Burkina Faso aufgenommen und ein Fußballplatz auf dem Internatsgelände gebaut werden konnte. Im Senegal wurden 86 Lehrer zum Thema Waldaufforstung ausgebildet und 100 weitere Familien zum Sortieren und Recyceln von Müll mobilisiert. Im Herbst 2010 starteten wir den ersten shootYourpeace Wettbewerb. Die besten drei Bilder, die den persönlichen Frieden der Teilnehmer darstellen, wurden ausgezeichnet und in einer Berliner Galerie ausgestellt. Zudem freuen wir uns über den Zuwachs von vier weiteren „Friedensschulen“.
- 2008/2009 Ca. 100.000 Euro flossen in Bildungsprojekte in Namibia, Simbabwe, Senegal, Südafrika und Mosambik. Fünf Berliner Schulen erhielten den Titel „Friedensschule“.
- 2007 Fast 40 Schulen waren dabei, 15 davon bereits zum zweiten oder dritten Mal. Viele Aktionen wie Benefizkonzerte und Afrika-Projekttage wurden vollständig durch Schülerinnen und Schüler organisiert. Mit den Einnahmen von etwas mehr als 50.000 Euro konnten für Absolventen der Berufsschulen in Ghana und Mosambik Werkzeugkästen finanziert werden. In Namibias Hauptstadt Windhoek boten Suppenküchen in 20 Kindertagesstätten täglich eine warme Mahlzeit an.

#### Global Generation – Ein Projekt mit Menschen ab 50
Das Projekt Global Generation ist auf drei Jahre angelegt und richtet sich an Menschen ab 50. Es wird gemeinsam von der ungarischen BOCS Foundation, der österreichischen Organisation Südwind, sowie den deutschen Organisationen Brücke/Most-Stiftung und Weltfriedensdienst e. V. getragen, mit Kofinanzierung des BMZ.
Ziel ist es, auf den Erfahrungen älterer Menschen aufzubauen und sie in einen Kommunikationsprozess zwischen Süd und Nord einfließen zu lassen. Hauptbestandteil des Projekts ist der Kurs Globale Perspektiven – was verbindet uns mit Afrika? Er wendet sich an Menschen ab 50 Jahren im ländlichen Raum. In jährlich fünf Workshops nähern sich die Teilnehmerinnen und Teilnehmern mit Hilfe ihrer eigenen Biografien globalen Themen und legen den Grundstein für ein langfristiges Engagement.
Der Kurs wird teilweise von Trainern aus Südafrika geleitet. Diese bereichern ihn um afrikanische Perspektiven und berichten von ihrer Arbeit und ihren Methoden bei den Partnerorganisationen STEPS und Sinani Programme for Survivors of Violence.
Jedes Jahr steht ein Thema im Vordergrund:
- 2010: Wie beeinflussen uns Erfahrungen des Krieges bis heute?
- 2011: Wie haben wir auf große gesellschaftliche Umbrüche wie im Jahr 1989 oder das Ende der Apartheid reagiert?
- 2012: Kinder ziehen weg, Ältere bleiben. Was bedeutet das für die Zukunft unserer Dörfer?

Darüber hinaus werden Seminare für Multiplikatoren jeden Alters durchgeführt, die entwicklungspolitische Fragestellungen in ihr berufliches oder ehrenamtliches Umfeld integrieren möchten.